# تشينتايامي ماناسا
تشينتايامي ماناسا ( (بالكجراتية: ચિન્તયામિ મનસા)‏ ; (بالإنجليزية: Thinking Deeply)‏ ، نُشر عام 1983، وهو عمل نقدي يضم مجموعة من المقالات المكتوبة باللغة الغوجاراتية، الكتاب من تأليف الكاتب الهندي سوريش جوشي . قام جوشي بتقييم الأفكار المبنية على النقد الأوروبي والأمريكي، مثل النقد الجديد ، والنقد السيميائي الموجه نحو علم اللغة ، والحداثة، وما بعد الحداثة في الكتاب.  في عام 1983 حصل على جائزة ساهيتيا أكاديمي عن كتابه، إلا أنه رفض قبول هذه الحائزة.

## محتويات

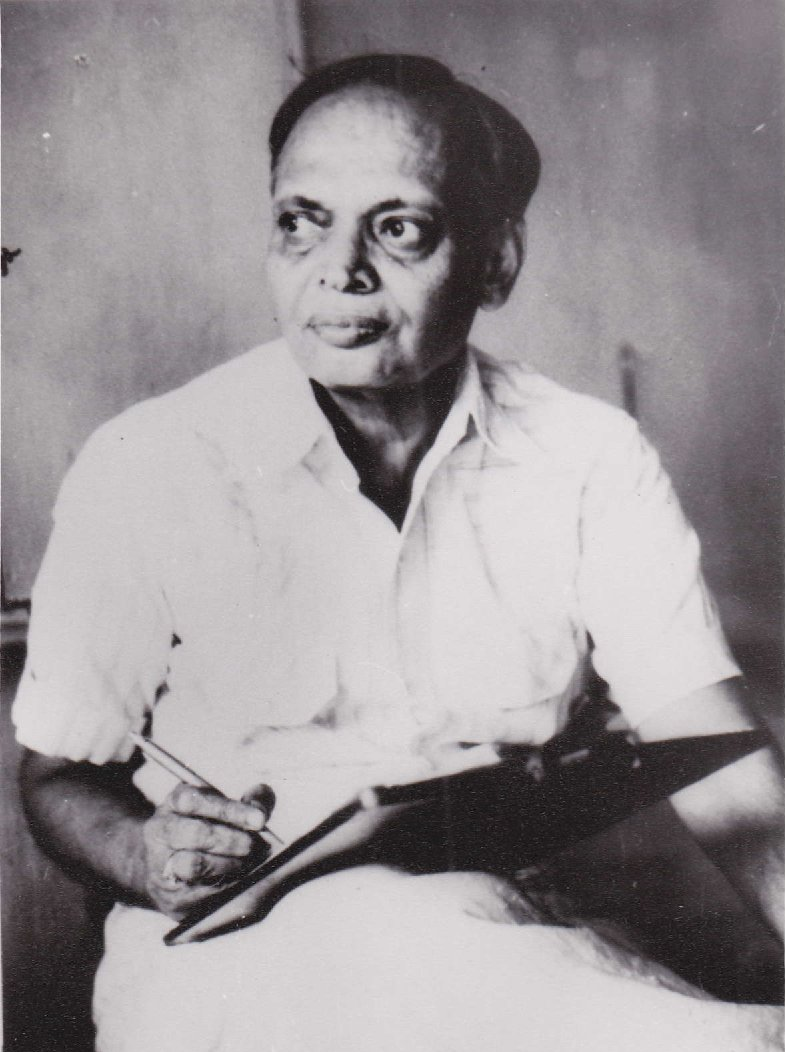
سوريش جوشي ، كاتب تشينتايامي ماناسا

يتضمن الكتاب ثلاثة عشر فصلاً، تمت كتابتها خلال الفترة من 1977 إلى 1980م 

### الفصول 1-5
الفصل الأول من كتاب ("التفسير؟")، يبدأ بالتساؤل عما إذا كان "التفسير" هو المصطلح الذي يناسب لنوع التحليل الأدبي الذي يجريه عادة العلماء وطلابهم. وهو تحليل لمفهوم التأويل، مع البحث في الرموز والاستعارات. أما في الفصل الثاني، ("الأدب والفلسفة")، يشرح جوشي من خلاله العلاقة بين الفلسفة والأدب. إنه يعطي وجهة نظر حول كيفية قراءة الأدب، مع الفلسفة أو بدونها. الفصل التالي " ("لأي إله نقدم القربان؟") هو دراسة لدور الأدب والكتاب المبدعين في المجتمع. 
ويتضمن الفصل الرابع مناقشة عن سارتر بعنوان ("سارتر: في سياق اليوم")، يناقش فيها جوشي سارتر في سياق انحطاط القيم والأفكار التي كان المجتمع يعتنقها ذات يوم وظهور الفكر الحداثي. واقع جديد للحياة البشرية والعلم. كما أنه يركز على وجودية سارتر. أما الفصل الخامس، ("الكاتب والكتابة والنقد")، فهو عبارة عن تحليل مفصل لطبيعة ووظائف المفاهيم الثلاثة: الكاتب والأدب والنقد. 
وفي الفصل السادس، ("النهج النقدي لنقاد الوعي")، هو وصف تفصيلي لمدرسة نقاد الوعي. وهو يدرس التطبيق المثمر لهذه المدرسة الفكرية في النقد الأدبي، في سياق عصر جوشي. ويشرح جوشي موقف نقاد الوعي ويذكر أنه يجب على الناقد أو القارئ أن يفهم وعي الفنان الذي أبدع العمل. كما أنه يضع جميع كبار نقاد الوعي، وهم مارسيل ريمو، وألبرت بنغي ، وجورج بوليه ، من حيث مساهماتهم في النظرية. 
وفي الفصل التالي ("نهج جديد لنقد الشعر؟")، ينتقد جوشي تأثير النقد على الكتاب والقراء. ويضيف أن النقد مفيد ومناسب طالما أنه يساعد القراء على التفسير، أما إذا كان يسلب متعة القراءة فيجب التخلي عنه. وفي الفصل الثامن والذي يعنون بــ ("مفهوم الشعر لأوكتافيو باز ")، فقد استعرض جوشي فيه أفكار الشعر التي قدمها أوكتافيو باز. يصف الفصل التاسع ("الموقف النظري للسيميولوجيا") الموقف النظري الأساسي لسانكيت فيجيان ( السيميولوجيا ). يناقش المجالات التي يجب أن تركز عليها السيميولوجيا والطريقة التي يمكن بها دراسة عدد من المواضيع باستخدام المنهج السيميولوجي. 
وفي الفصل العاشر، ("قليلاً عن النقد الجديد")، هو مقال عن كيفية ظهور النقد الجديد وتطوره كمدرسة للنقد الأدبي . يشرح المقال أصول تطوره من قبل أبرز دعاة النقد الجديد مثل جون كرو رانسوم ، وألين تيت ، وكينيث بيرك ، وروبرت بن وارين . أما الفصل الحادي عشر، والمعنون بـــ ("النقد الأدبي واللسانيات")، فأنه يوضح وظيفة علم اللغة في النقد الأدبي. وفي الفصل الأخير، ("الحداثة وما بعد الحداثة")، يستكشف جوشي المدارس الحديثة وما بعد الحداثة في النظرية الأدبية. 

## الجوائز
اختارت سهيتا أكاديمي هذا الكتاب لجائزة Sahitya Akademi في عام 1983م، لكن جوشي رفض قبول الجائزة مبررًا ذلك بأن "الكتاب لا يحتوي على أكثر من مقالة ضالة [كذا]".  وأضاف أيضًا أنه يحتوي فقط على مقالات نقدية مبنية على انتقادات أوروبية وأمريكية ولا يعكس تفكيره النقدي الأصلي. 